# Sanjar al-Jawli
 Sanjar al-Jawli  était émir mamelouk sous le règne du sultan
 An-Nâsir Muhammad.

## Postérité
Il réalisa le Mausolées des émirs Salar et Sanjar al-Jawli entre 1304 et 1335 au Caire en Égypte.